# Arborimus pomo
Arborimus pomo је северноамеричка врста волухарице. 

## Распрострањење
Ареал врсте је ограничен на једну државу. Сједињене Америчке Државе су једино познато природно станиште врсте.

## Станиште
Станишта врсте су шуме, планине и брдовити предели. 

## Начин живота
Врста Arborimus pomo прави гнезда. 

## Угроженост
Ова врста је на нижем степену опасности од изумирања, и сматра се скоро угроженим таксоном.